# 阿富汗早熟禾
阿富汗早熟禾（学名：Poa afghanica），为禾本科早熟禾属下的一个植物种。